# Maria Mancini
Anna Maria Mancini (nota semplicemente come Maria Mancini; in francese: Marie Mancini; Roma, 28 agosto 1639 – Pisa, 8 maggio 1715) era la terza delle cinque celebri sorelle Mancini; nipoti del cardinale Giulio Mazzarino, furono portate in Francia affinché si sposassero vantaggiosamente. Insieme alle due cugine Martinozzi, le sorelle Mancini erano note alla corte di re Luigi XIV di Francia come le Mazarinettes.

## Biografia

### Infanzia
Maria Mancini nacque il 28 agosto 1639 e crebbe a Roma. Suo padre era il Barone Michele Lorenzo Mancini, un aristocratico italiano che era anche negromante e astrologo, discendente da una famiglia originaria di Tivoli. Dopo la sua morte nel 1650, sua madre, Geronima Mazarino, portò lei e le sue sorelle da Roma a Parigi nella speranza di usare l'influenza di suo fratello, il cardinale Mazzarino, ed ottenere per loro matrimoni vantaggiosi.
Le altre sorelle Mancini furono:
- Laura (1636 - 1657), la maggiore, che sposò Luigi di Borbone, duc de Vendôme, il nipote di Re Enrico IV e della sua amante Gabrielle d'Estrées, e divenne la madre del famoso generale francese Luigi Giuseppe, duc de Vendôme,
- Olimpia (1638 - 1708), che sposò Eugenio Maurizio di Savoia, conte di Soissons e diventò la madre del famoso generale austriaco Eugenio di Savoia,
- Ortensia (1646 - 1699), considerata la più bella della famiglia, scappò dal marito violento, Armand-Charles de la Porte, duc de La Meilleraye, e andò a Londra, dove diventò l'amante di Re Carlo II d'Inghilterra.
- Maria Anna (1649 - 1714) sposò Godefroy Maurice de La Tour d'Auvergne, duc de Bouillon, un nipote del famoso maresciallo di campo Turenne.

Le Mancini non furono gli unici membri femminili della famiglia che il cardinale Mazzarino portò alla corte francese. Le altre furono le cugine di primo grado di Maria, le figlie della sorella maggiore di Mazzarino. La maggiore, Laura Martinozzi, sposò Alfonso IV d'Este, duca di Modena e fu la madre di Maria Beatrice d'Este, seconda moglie di Giacomo II d'Inghilterra.  La più giovane, Anna Maria Martinozzi, sposò Armando, Principe di Conti.
Maria Mancini aveva anche tre fratelli: Paul, Philippe, e Alphonse.

### Giovinezza
In Francia, il nome di Anna Maria fu francesizzato in Marie. "Bruna, vivace e bella," Maria catturò il più grande premio della corte francese: l'amore romantico di Luigi XIV. Secondo la biografia di Antonia Fraser Gli amori del Re Sole, alla madre di Maria, Geronima, fu predetto da un oroscopo che Maria sarebbe stata fonte di preoccupazioni e sul letto di morte chiese che il Cardinale Mazzarino facesse, "rinchiudere Maria per sempre in convento".
Maria non consumò il suo rapporto con il Re Sole. Il suo amore per lei fu qualcosa di idealistico, ma era così infatuato che voleva sposarla. Infine, il Cardinale Mazzarino e la madre del giovane re, Anna d'Austria, separarono la coppia, allontanando Maria in esilio e organizzando per Luigi il matrimonio con sua cugina, Maria Teresa di Spagna.

### Esilio e matrimonio
Nel 1661 Maria fu mandata via per sposare un nobile italiano, Lorenzo Onofrio Colonna, che osservò, dopo la loro prima notte di nozze, di essere sorpreso di trovarla ancora vergine. Lo sposo non si aspettava di trovare "l'innocenza fra gli amori di un sovrano." (dal libro di Antonia Fraser Gli amori del Re Sole).

### Fuga e morte
Dopo la nascita del terzo figlio, i rapporti tra Maria e suo marito si deteriorarono. Il 29 maggio 1672, temendo che suo marito volesse ucciderla, Maria lasciò Roma accompagnata da sua sorella Ortensia. Nel 1677, al fine di sostenersi, scrisse le sue memorie. Non fece ritorno in Italia fino alla morte del marito nel 1689.
Morì a Pisa e fu sepolta nella chiesa del Santo Sepolcro. Ordinò che sopra la sua tomba non si scrivesse altro che MARIA MANCINIA COLVMNA PVLVIS ET CINIS (Maria Mancini Colonna polvere e cenere).

## Discendenza
Maria Mancini e Lorenzo Onofrio Colonna ebbero tre figli:
- Filippo II Colonna (7 aprile 1663 - 6 novembre 1714), IX principe di Paliano, X duca di Tagliacozzo. Si sposò due volte, la prima volta con Lorenza de la Certa, senza discendenza; la seconda con Olimpia Pamphili, da cui ebbe otto figli.
- Marcantonio Colonna (nato nel 1664).
- Carlo Colonna (16 novembre 1665 - 8 luglio 1739), cardinale.